# Liselotte Watkins
Liselotte Watkins, Liselotte Britta Maj Watkins, född 23 juli 1971 i Nyköping, är en svensk konstnär och illustratör. Hon är bland annat känd för modeillustrationer i olika internationella modetidningar, sina samarbeten med modeföretag som Prada, och utställningar vid exempelvis Millesgården.
Watkins har tillsammans med Stefania Malmsten gjort boken Watkins' heroine, och illustrerat böcker av bland andra Karina Ericsson Wärn och Thomas Aronsson.

## Biografi
Liselotte Watkins utbildade sig vid Art Institut of Dallas, Texas, med inriktning reklam och illustration.
Hon var verksam i New York från mitten av 1990-talet med uppdrag av bland andra Barneys, New York Times, Elle, Vogue och The New Yorker. Efter åren i New York återvände Watkins till Stockholm med uppdrag inom illustration och design i samarbete med bland andra Prada, Miu Miu, NK och Absolut Vodka.
I början av 2000-talet flyttade Watkins till Italien. Sedan 2016 arbetar Watkins uteslutande som konstnär. Motiven är oftast kvinnor, hämtade från det dagliga livet i Italien, utförda i en distinkt geometrisk stil som definieras av djup och textur i ljusa dämpade färger. Watkins har även använt klassiska amforor av vilka hon skapat konstverk med samma bildspråk.

## Samarbeten i urval
- Prada
- Miu Miu
- Cos[3]
- Rodebjer[4]
- Svenskt Tenn[5]
- Absolut Vodka[6]

## Böcker
- 2004 – Watkins’ Heroine (ISBN 91-88748-66-9)
- 2009 – Watkins’ Box of Pin-ups
- 2009 – Watkins’ No 1

Samtliga utgivna på förlaget Modernista.

## TV program
- SVT 2018 Konsthistorier Möte med Sigrid Hjertén[7]

## Utställningar
- Riche 2009, Illustrationer och konversationer[8]
- CF Hill 2016 Portraits[9]
- CF Hill , Liselotte Watkins & Sigrid Hjertén[10]
- SEB Head Office 2018[11]
- CF Hill 2020 Altre Stanze[12]
- Villa San Michele, 2019, Sbiadito[13]
- Millesgården 2021, Italien[14]
- CF Hill 2022 La Gita[15]